# Naturschutzgebiet Góra Gipsowa

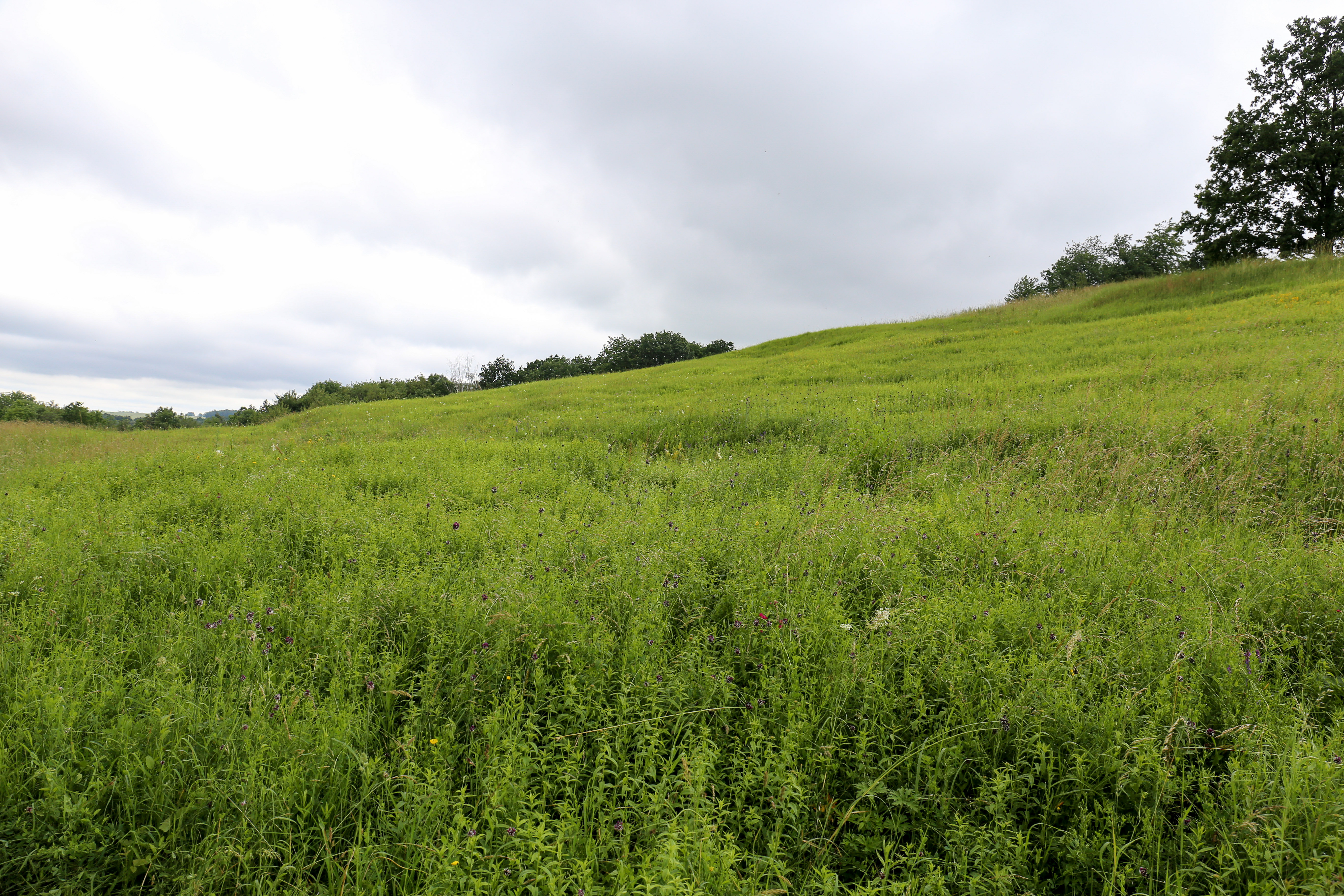
Naturschutzgebiet Góra Gipsowa

Das Naturschutzgebiet Góra Gipsowa (polnisch Rezerwat przyrody Góra Gipsowa) ist ein Naturschutzgebiet am Südhang der Góra Gipsowa (deutsch Kalkberg, 285,5 m n.p.m.), etwa 2,5 km südlich der Stadt Kietrz (Katscher) auf der Hochfläche der Leobschützer Hochebene in der Woiwodschaft Opole im Süden Polens.

## Geschichte

### Frühe botanische Untersuchungen
Dieses Gebiet ist schon lange als ein seltener mitteleuropäischer Standort pontischer Flora bekannt. Unter diesem Florenelement wird eine Trockenrasenbiozönose verstanden, wie sie sonst nur in südosteuropäischen Steppengebieten vorkommt und hier an ihre nordwestliche Verbreitungsgrenze stößt.
Die Besonderheit der Pflanzengesellschaft auf dem Kalkberg wurde schon sehr früh erkannt. Herrnhuter Brüder, die in Gnadenfeld (Pawłowiczki) in Oberschlesien am Anfang des 19. Jahrhunderts ein Priesterseminar einrichteten und auch botanische Studien betrieben, entdeckten schon 1823 dieses Gebiet und erforschten seine besondere Flora.

### Naturschutzgebiet „Kalkberg bei Katscher“ im Deutschen Reich
Viele spätere Botaniker nahmen in ihren Arbeiten Bezug auf diesen Standort. Eine systematische Weiterführung der Forschungen wurde mit Beginn des 20. Jahrhunderts durch den in Katscher (Kietrz) ortsansässigen Webelehrer, Heimat- und Naturforscher Richard Keilholz betrieben. Keilholz regte in den 1920er Jahren die Einrichtung eines Naturschutzgebietes am Kalkberg an. Als erste Schutzmaßnahme forderte er dabei, dass Botaniker, die das Naturdenkmal besuchten, keine Belegpflanzen mehr entnehmen sollten. Im Juni 1932 erfolgte die Übernahme des Naturschutzgebietes „Höhe 285,5 (Pontischer Hügel)“ durch die Stadt Katscher.
1935 wurde von der Oppelner Naturschutzbehörde auf einer Fläche von 3365 m2 das Naturschutzgebiet „Kalkberg bei Katscher“ als eines der ersten anerkannten Naturschutzgebiete des Deutschen Reiches eingerichtet.

### Naturschutzgebiet „Góra Gipsowa“ in der Republik Polen
Nach dem Zweiten Weltkrieg übernahmen polnische Botaniker die Untersuchungen in dem Gebiet. Am 24. Dezember 1957 wurde das Naturschutzgebiet Góra Gipsowa durch Erlass des Ministeriums für Forstwirtschaft und Holzindustrie der Republik Polen auf einer Fläche von 10.200 m2 mit dem Ziel des Schutzes der natürlichen Steppenpflanzengemeinschaft eingerichtet. Es entstand am Südhang des Kalkberges, wo von 1812 bis 1972 Gips unterirdisch abgebaut wurde, die Abbauspuren sind heute noch am Rande des Naturschutzgebietes erkennbar.
Ein von 2007 bis 2013 laufendes Projekt des operativen Regionalprogramms der Woiwodschaft Oppeln mit Unterstützung des europäischen Regionalentwicklungsprogramms hat den Erhalt der ursprünglichen Pflanzengemeinschaft zum Ziel.

## Pflanzenbestand
Im Schutzgebiet findet man eine Steppenpflanzengemeinschaft, z. B. Bologneser Glockenblume (Campanula bononiensis L.), Walliser Schafschwingel (Festuca valesiaca), Rauer Alant (Inula hirta), Graugrüne Quecke (Elymus hispidus), Echter Wiesenhafer (Helictotrichon pratense), Schmalblättriger Dolden-Milchstern, Ungarische Kratzdistel (Cirsium pannonicum ), Mittleres Leinblatt (Thesium linophyllon), Violette Königskerze (Verbascum phoeniceum), Straußblütige Wucherblume (Tanacetum corymbosum), Rispige Graslilie (Anthericum ramosum), Holunder-Knabenkraut (Dactylorhiza sambucina), Feinblättrige Schafgarbe (Achillea setacea), Großblütige Braunelle (Prunella grandiflora), Sichelblättriges Hasenohr (Bupleurum falcatum), Weißes Fingerkraut (Potentilla alba).